# (32482) 2000 ST354
2000 ST354 (asteroide 32482) é um asteroide troiano de Júpiter. Possui uma excentricidade de 0.02661010 e uma inclinação de 12.14721º.
Este asteroide foi descoberto no dia 29 de setembro de 2000 por LONEOS em Anderson Mesa.